# HD11187
HD11187 — хімічно пекулярна зоря спектрального класу A0, що має видиму зоряну величину в смузі V приблизно  7,1.
Вона  розташована на відстані близько 765,6 світлових років від Сонця.

## Пекулярний хімічний вміст
Зоряна атмосфера HD11187 має підвищений вміст 
Si
.

## Магнітне поле
Спектр даної зорі вказує на наявність магнітного поля у її зоряній атмосфері.
Напруженість повздовжної компоненти поля оціненої з аналізу
наявних ліній металів
становить  615,8± 238,8 Гаус.